# La Moine
La Moine – dopływ rzeki Illinois, mający około 160 km długości. Płynie na zachodzie stanu Illinois w USA. Rzeka Illinois jest częścią dorzecza rzeki Missisipi.

## Bieg rzeki
La Moine ma źródła w południowo-zachodniej części hrabstwa Warren i początkowo płynie na południowy zachód wzdłuż południowo-wschodniej części hrabstwa Henderson i północno-zachodniej części hrabstwa McDonough. Wpływa do hrabstwa Hancock, gdzie kieruje się na południowy wschód i płynie wzdłuż hrabstw McDonough i Schuyler. Rzeka przepływa przez wioskę Ripley i jest użyta jako granica hrabstw Schuyler and Brown. Wpływa do rzeki Illinois na północnym zachodzie, około 6 km na północny zachód od Beardstown.
W swoich źródłach rzeka do rzeki wpływa South Branch La Moine River, która ma swoje początki w hrabstwie McDonough i płynie na zachód do hrabstwa Hancock, obok La Harpe. W hrabstwie Hancock rzeka East Fork La Moine River wpływa do rzeki La Moine, która swoje początki ma w hrabstwie Warren i płynie na południe przez hrabstwo McDonough, obok Macomb.

## Inne nazwy
United States Board on Geographic Names ustaliła, że La Moine jest oficjalną nazwą rzeki od 1933 roku. Według Geographic Names Information System rzeka jest znana również jako:
- Crooked Creek
- Lamion River
- Lamoine Creek
- Riviere a la Mine.